# Sue Savage-Rumbaugh
Sue Savage-Rumbaugh, född 1946, är en amerikansk primatolog. Hon är mest känd för sin forskning om apors förmåga att lära sig ett språkliknande kommunikationssystem med lexigram. Hon har därvid arbetat  med bonobon Kanzi och några andra apor. Fram till nyligen arbetade hon vid Georgia State University i Atlanta i Georgia, men hon har nu flyttat till Great Ape Trust i Des Moines i Iowa.